# General Cabrera
General Cabrera är en ort i Argentina.   Den ligger i provinsen Córdoba, i den centrala delen av landet, 600 km väster om huvudstaden Buenos Aires. General Cabrera ligger 298 meter över havet och antalet invånare är 10 351.
Terrängen runt General Cabrera är platt. Runt General Cabrera är det mycket glesbefolkat, med 7 invånare per kvadratkilometer.. General Cabrera är det största samhället i trakten.
Trakten runt General Cabrera består till största delen av jordbruksmark.